# 窒素固定菌

窒素循環のモデル図

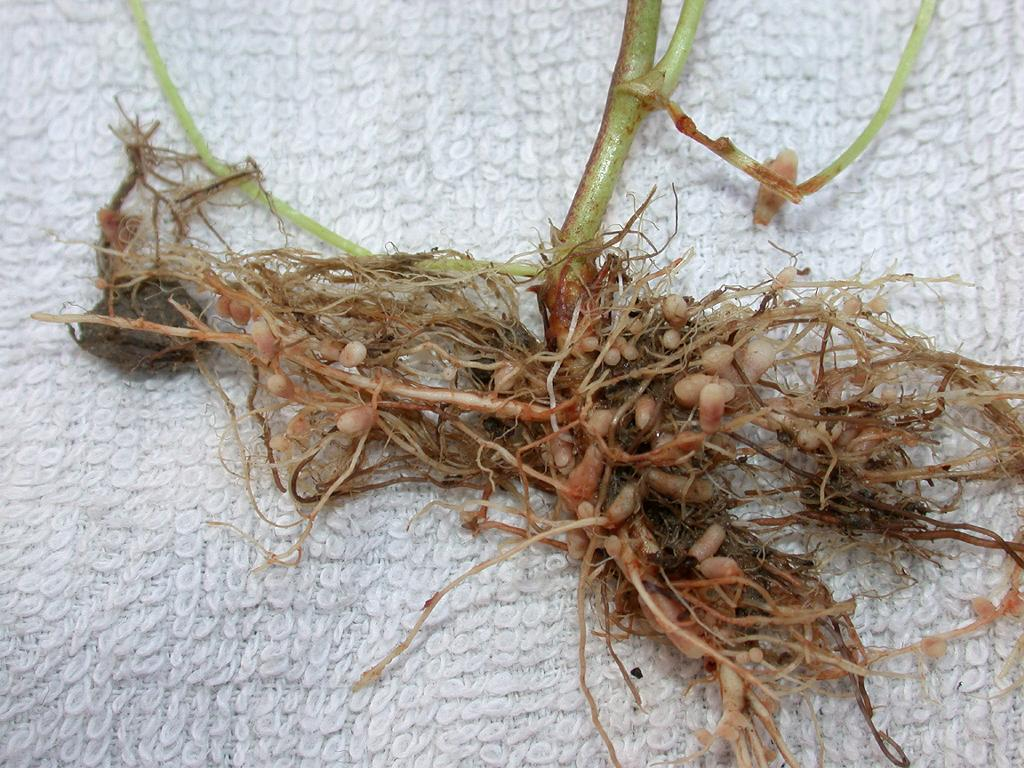
ゲンゲの根粒

窒素固定菌（ちっそこていきん、英：diazotroph）とは、大気中の窒素を生体内に取り込む窒素固定能力をもつ細菌や古細菌のこと。ジアゾ栄養生物とも呼ぶ。窒素循環の重要な一部を構成する。真核生物では知られておらず、植物はアンモニアおよび硝酸の同化、有機物中の窒素は利用できるが、窒素固定はできない。
窒素固定という場合、無機物である硝酸の同化も窒素固定であるが、多くの場合大気中の窒素固定を指す。

## 概要
窒素は地球上の大気の主要構成要素であるが、そのままでは不活性な気体である。この窒素ガスは窒素固定菌により生物に利用可能な形（アンモニア）に変換される。生体内においては、有機物中の窒素のアンモニア化、アンモニアを硝酸まで酸化する硝化過程、硝酸塩を気体の窒素まで還元する硝酸還元（脱窒）過程などとともに、窒素循環の一部を成している。
窒素固定菌の一種として根粒菌が知られ、ニトロゲナーゼと呼ばれる酵素によって大気中の窒素を還元してアンモニア（NH3）に変換する。固定反応は次式のように表される。
N2 + 8H+ + 8e- + 16 ATP → 2NH3 + H2 + 16ADP + 16 Pi
直接の反応生成物はアンモニアであるが、これはすぐにイオン化されてアンモニウム（NH4+）になる。ニトロゲナーゼで作られたアンモニウムは、グルタミンシンセターゼ／グルタミン酸シンターゼ経路によって同化され、グルタミン酸塩となる。また、亜硝酸菌や硝酸菌といった硝化細菌の存在下では、最終的にアンモニウム塩は硝酸塩として、植物が利用できる形になる。
また、シロアリの体内共生菌には窒素を固定する種が含まれる。

## 窒素固定酵素（ニトロゲナーゼ）
ニトロゲナーゼをもつ生物はすべて窒素固定菌に分類される。大部分はバクテリアだが、一部古細菌も含まれる。ニトロゲナーゼには3つのグループがあり（Nif, Vnf, Anf）、それぞれ酵素反応はモリブデン、バナジウム、鉄に依存している。これらの酵素はすべて互いに相同で、すなわち窒素固定の起源はただ一つと推測される。窒素固定に最低限必要な遺伝子の数は6つと推測されている（nifHDKENB）。